# Bryx dunckeri
Bryx dunckeri är en fiskart som först beskrevs av Jan Metzelaar 1919.  Bryx dunckeri ingår i släktet Bryx och familjen kantnålsfiskar. Inga underarter finns listade.